# سلاتینا (کروشواتس)
سلاتینا (به صربی: Slatina) یک منطقهٔ مسکونی در صربستان است که در کروشواتس واقع شده‌است. سلاتینا ۱۰۴ نفر جمعیت دارد.